# Styloleptus planicollis
Styloleptus planicollis là một loài bọ cánh cứng trong họ Cerambycidae.